# Mario Paciello
Mario Paciello (ur. 26 października 1937 w Barcellona Pozzo di Gotto) – włoski duchowny rzymskokatolicki, w latach 1997-2013 biskup Altamura-Gravina-Acquaviva delle Fonti.

## Życiorys
Święcenia kapłańskie przyjął 30 czerwca 1963. 20 lipca 1991 został mianowany biskupem Cerreto Sannita-Telese-Sant’Agata de’ Goti. Sakrę biskupią otrzymał 29 września 1991. 6 sierpnia 1997 objął rządy w diecezji Altamura-Gravina-Acquaviva delle Fonti. 15 października 2013 przeszedł na emeryturę.